# Alexeï Zhukanenko
Alexeï Zhukanenko (en russe : Алексей Юрьевич Жуканенко), né le 18 mai 1986 à Almaty, dans la République socialiste soviétique du Kazakhstan, est un joueur russe de basket-ball, évoluant au poste de pivot.

## Palmarès
- Vainqueur de l'EuroCoupe 2012